# Louise Imogen Guiney

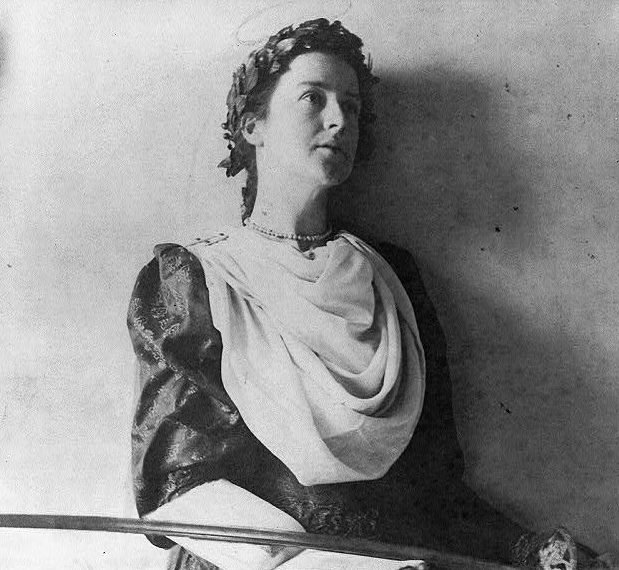
Fred Holland Day, portret Louise Imogen Guiney (1893)

Louise Imogen Guiney (ur. 1861, zm. 1920) – poetka amerykańska.

## Życiorys
Louise Imogen Guiney urodziła się 7 stycznia 1861 w Roxbury w stanie Massachusetts. Pochodziła z katolickiej, irlandzkiej rodziny. Była jedyną córką Patricka Roberta Guineya i Jeannette Margaret Doyle. Ukończyła szkołę zakonną Elmhurst Academy w Providence w stanie Rhodes Island. Ojciec poetki był uczestnikiem wojny secesyjnej. Zmarł wiele lat po zakończeniu wojny, w 1877, prawdopodobnie jednak na skutek odniesionych w niej ran. Potrzeba zapewnienia utrzymania sobie i matce przyczyniła się do podjęcia przez Louise Louise pracy zawodowej w dziennikarstwie. W 1901 przeniosła się na stałe do Anglii i zamieszkała w Oksfordzie. Imogen Guiney zmarła 2 listopada 1920.
Alice Brown napisała życiorys Louise Imogen Guiney.

## Twórczość
Louise Imogen Guiney jest przedstawicielką poezji katolickiej. Zadebiutowała tomikiem wierszy Songs at the Start, wydanym w 1884. Po nim przedstawiła zbiorek The White Sail, and Other Poems. W 1909 wydała zbiór Happy Endings; the Collected Lyrics of Louise Imogen Guiney. Świadomie stylizowała swoją lirykę na poezję siedemnastowieczną. Zajmowała się także krytyką literacką. Napisała między innymi obszerny esej o twórczości zapomnianego irlandzkiego poety  Jamesa Clarence’a Mangana, zamieszczony w tomie jego dzieł zebranych. Ogółem jest autorką 32 książek i setek artykułów prasowych.